# Ропуха малайська
Ропуха малайська (Duttaphrynus melanostictus) — вид земноводних з роду Duttaphrynus родини Ропухові. Інша назва «чорнорубцева ропуха».

## Опис
Загальна довжина досягає 20 см. У верхній частині голови є кілька кісткових гребенів — по краю морди (кантальний хребет), у передній частині ока, над оком, позаду очей й короткий між оком і вухом. Морда коротка, простір між очима ширше за ширину верхньої повіки. Шкіра вкрита суцільним шаром рівномірних чорних пухирчиків, які більші на спині, ніж з боків. Це надає їй плямисте забарвлення. Уздовж лап відсутні шкіряні складки. Пальці на кінцівки мають різну довжину, особливо відрізняється перший, що довший за інші. Самці мають горловий резонатор та шлюбні мозолі на передніх лапах.
Ділянки голови і спини можуть бути червонувато-коричневими. Забарвлення спини коливається від світлого жовтувато-бурого до буро-чорного.

## Спосіб життя
Дотримується оброблених ділянок, таких як узбіччя доріг, галявини, полюбляє річки з повільною течією та тимчасові водойми. Зустрічається на висоті до 1800—3000 м над рівнем моря. Вдень малорухома, ховається в різноманітних сховищах, під корчами, каменями. Активна вночі. Живиться різними комахами, але не гребує й молюсками.
Розмноження починається з настанням сезону дощів. Парування відбувається засобом амплексус (самець охоплює самиці ззаду, у пахвовій частині). Метаморфоз триває 2—4 місяці.

## Розповсюдження
Мешкає уздовж Гімалаїв — від Пакистану та Непалу через Бангладеш, Нікобарські та Андаманські острови (Індія) до В'єтнаму й південного Китаю — на сході, до Яви та Молуккських островів (Індонезія) на півдні. Зустрічається також на Тайвані та у Шрі-Ланці.